# Wildcat (Waffensystem)
Das Waffensystem Wildcat war ein deutsches autonomes Flugabwehrsystem für den Tiefflugbereich zur Objektverteidigung und zum Schutz der Heeresverbände, das in den 1980er Jahren entwickelt wurde.

## Geschichte
Die Firmen Krauss-Maffei, Siemens, Hollandse Signaal, Mauser, KUKA und AEG entwickelten das Waffensystem Wildcat ausschließlich für den Export. Für viele potentielle Kunden würde der Gepard zu schwergewichtig und zu kompliziert sein. Zudem musste das Wildcat-System verhältnismäßig kostengünstig sein. Es wurden jedoch nur zwei Exemplare gefertigt und 1981 der Öffentlichkeit vorgestellt, die sich in verschiedenen Vorführungen zwar bewährten, jedoch keinen Kunden fanden, womit das Projekt beendet wurde.

## Das Fahrzeug
Krauss-Maffei verwendete als Trägerfahrzeug die bewährte Basiskonstruktion des 6×6-Radpanzers Fuchs. Fahrwerk und Grundchassis sowie Motorisierung des Fuchses wurden beibehalten. Die oberen Einstiegsluken wurden entfernt und stattdessen ein Geschützturm aufgesetzt. Bei der Panzerung handelt es sich im Falle des Chassis um die Panzerung des Fuchses. Der Turm hat eine Mehrschichtpanzerung. Allerdings kann die Panzerung einem Angriff mit modernen panzerbrechenden Waffen nicht standhalten.
Anders als beim Gepard verwendet Wildcat nicht die bewährten 35-mm-Flugabwehrkanonen, da der kleinere Turm die schweren Geschütze nicht tragen kann. Sie wurden durch kleinere 30-mm-Flugabwehrkanonen (MK 30-F) der Firma Mauser ersetzt. Feuerbereit untergebracht sind 340 Schuss zur Luftabwehr und 40 Schuss für den Bodenkampf. Weitere Munition wird in der Wanne mitgeführt. Die Kampfentfernung gegen Luftziele beträgt maximal 3700 m. Verschossen werden gegen Luftziele HEI-Geschosse (Sprengbrandgeschoss) und gegen Erdziele API-Geschosse (panzerbrechendes Sprengbrandgeschoss) sowie APDS-T-Geschosse (Wuchtgeschosse mit Treibspiegel und Leuchtspur).
Krauss-Maffei, als Projektleiter, entschied, dass das System in mehreren Versionen angeboten werden sollte. Allen gemein war, dass die Feuerleitung über einen Computer erfolgte. Wildcat kann sowohl als Schönwettersystem, aber auch als Allwettersystem angeboten werden. So konnte Wildcat problemlos unterschiedlichen Anforderungen angepasst werden.
Mit der Variante 1 war nur eine Einsatzfähigkeit am Tag gegeben und die Ausstattung umfasste ein optisches Freund-Feind-Kenngerät, eine optische Zielerfassung und eine manuelle sowie automatische Zielverfolgung ohne Laserentfernungsmesser sowie ohne Infrarot- und Radarunterstützung. Variante 2 war ebenfalls für den Kampf am Tag ausgelegt, verfügte aber über ein optisches oder Datenverbindungs-Freund-Feind-Kenngerät, eine optische Zielerfassung oder Datenleitung und über eine Zielverfolgung mit Laserentfernungsmesser, aber ohne Infrarot (IR) und Radarunterstützung. Die Variante 3 verfügte über ein integriertes Freund-Feind-Kenngerät, über eine Radar/optische Zielerfassung und eine automatische Zielverfolgung mit Laserentfernungsmesser. Mit Variante 4 war der Wildcat in der Lage, Ziele bei Tag und Nacht zu bekämpfen. Ausgerüstet mit der Technik der Variante 3 erleichterte eine zusätzliche IR-Unterstützung die Zielverfolgung. Die letzte Variante machte den Flakpanzer zu einem allwetterkampffähigen Flugabwehrsystem. Die Zielverfolgung wurde durch Radar unterstützt, wobei auf IR- und Laserentfernungsmesser verzichtet wurde.
Beim Hersteller Mowag wurde auch eine Variante mit dem 8×8-Radpanzer Mowag Shark erprobt.
Hauptvorteil des Wildcatsystems ist die Verbreitung des Fuchs-Transportpanzers. Dadurch sind Ersatzteile leicht zu erhalten. Die Wartung des Systems sollte so vereinfacht werden.

## Technische Daten
- Besatzung: 3 Mann
- Länge: 6,88 m
- Breite: 2,98 m
- Höhe: 2,74 m (bei abgesenktem Suchradar)
- Gewicht: 18.500 kg
- Antrieb: 8-Zylinder-Dieselmotor Mercedes-Benz mit Abgasturbolader
- Leistung: 320 PS / 235 kW
- Höchstgeschwindigkeit: 80 km/h (Straße)
- Fahrbereich: 600 km
- Bewaffnung: 2 × 30-mm-Maschinenkanone Mauser
- Furttiefe: amphibisch
- Grabenüberschreitfähigkeit: 1,10 m